# Фрідріх Ліст
Фрідріх Ліст (нім. Daniel Friedrich List, 6 серпня 1789, м.Ройтлінген, Вюртемберг — 30 листопада 1846, Куфштайн, Тіроль) — німецький економіст, політик, публіцист.

## Біографія
Народився у м.Ройтлінген (Вюртемберг), де здобув початкову освіту. У 17 років був призначений на посаду службовця Тюбінгенського філіалу Вюртемберзького бюро. Там слухав лекції в місцевому університеті. Його першу наукову працю було присвячено проблемі викладання в університеті курсу місцевого самоврядування. Аргументи, що наводились у цій праці, були настільки вагомі, що Ліст отримав призначення на посаду керуючого справами і політикою Тюбінгена, а також став професором Тюбінгенського університету.

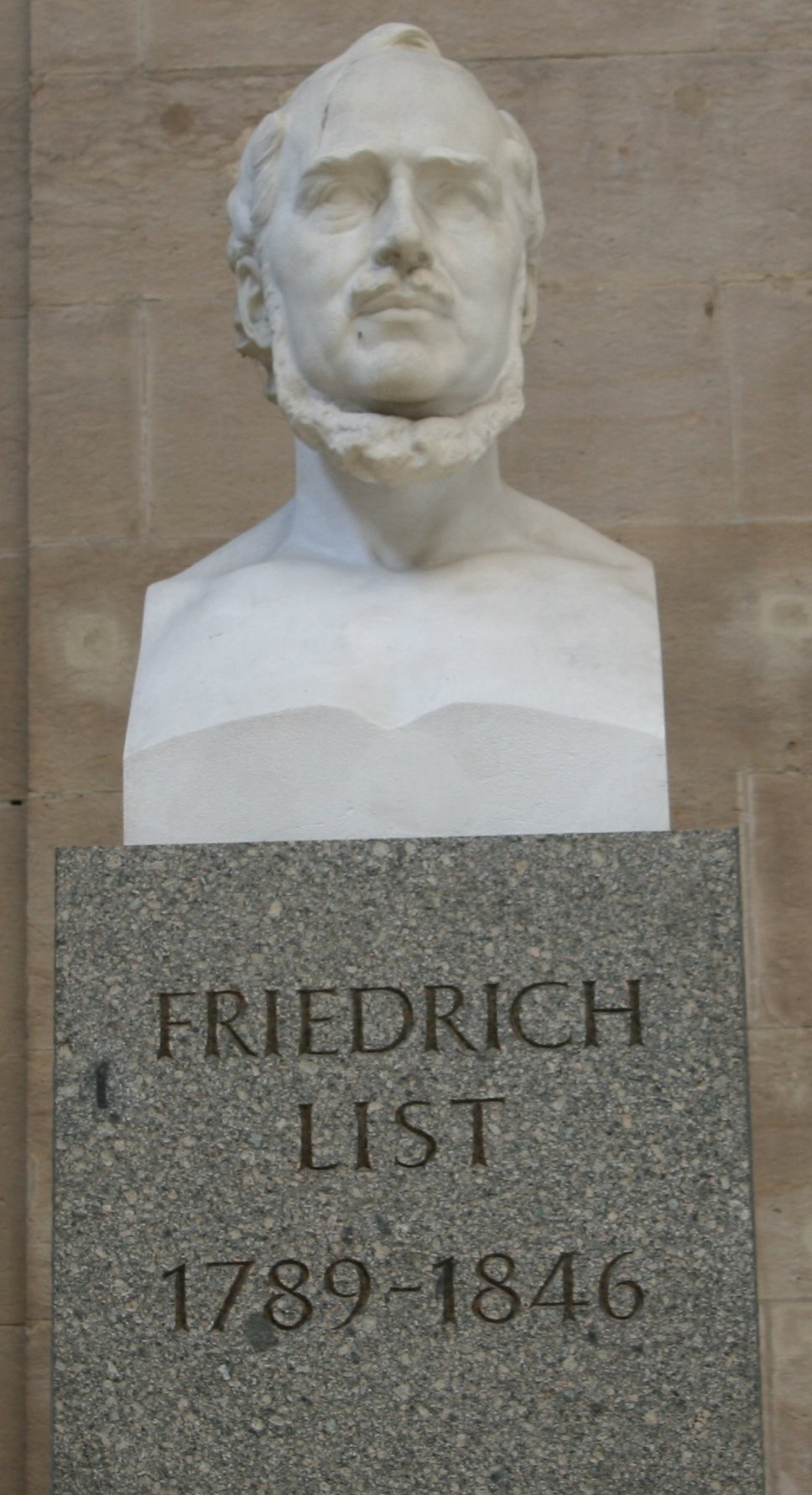
Меморіальний пам'ятник в м. Лейпциг

Ліст визнає ліберальні ідеї в тій їхній частині, що стосується розвитку капіталістичної промисловості, і закликає до реформ, перешкодою для яких, на його думку, є внутрішня митна політика Німеччини.
1819 p. під керівництвом Фрідріха Ліста у Франкфурті було засновано «Генеральну асоціацію німецьких промисловців і комерсантів» для впливу на конфедеративний уряд. Сам він звертається з петиціями до урядів Мюнхена, Штутгарта, Берліна, Відня, друкує статті в газетах із закликами до ліберальних реформ. Після обрання депутатом Палати Вюртемберзьких штатів у 1820 p. досить різко критикує реакційний уряд країни за бездіяльність.
Пропагування ним ліберальних, реформістських ідей економічного об'єднання Німеччини поставило його в опозицію до уряду і стало причиною звільнення з посади та політичних переслідувань. Він був змушений залишити Німеччину, жив у Франції, Англії, Швейцарії. Після повернення на батьківщину його було заарештовано. Після відбуття покарання Ліста висилають із країни, і 1825 p. він виїздить до Сполучених Штатів Америки.
В Америці Ліст був фермером, підприємцем, редактором газети, що в ній друкував свої статті на економічні теми. Завдяки публіцистичній та громадській діяльності Ліст став відомим діячем у США, але в підприємництві йому не щастило. 1830—1831 рр. з дипломатичною місією перебував у Парижі, де вів переговори щодо торговельної угоди між Францією та США. Його призначенню на дипломатичні посади посприяло те, що під час президентської кампанії 1828 р. Ліст та його газета активно підтримували Ендрю Джексона. 1832 р. Ліст покидає Америку і повертається до Німеччини, де з 1834 р. стає консулом США в Лейпцигу (у Бадені й Гамбурзі, де він перед цим отримував посади американського консула, його проголошували персоною non grata). Країна тоді була вже на порозі митного об'єднання, за яке Ліст боровся протягом 13 років і яке 1834 p. стало реальністю. Попри свою посаду Ліст активно включається в німецьку політику. У 1837—1840 рр. жив у Парижі як кореспондент газети Augsburger Allgemeine Zeitung, і саме в Парижі була написана головна теоретична праця Ліста — «Національна система політичної економії». 1840 р. повертається до Німеччини, де продовжує брати активну участь в громадському житті, головною його справою в цей час стає боротьба за підвищення митного тарифу в німецькому митному союзі, що мало стимулювати індустріальний розвиток Німеччини. 1844 року Ліст був обраний членом-кореспондентом Угорської Академії наук. Але фінансові труднощі, проблеми зі здоров'ям та психічні розлади дуже виснажують його, і 30 листопада 1846 р. у тірольському містечку Куфштайн Ліст покінчив життя самогубством.
Як це часто буває, після смерті до Фрідріха Ліста прийшло величезне визнання: він став (посмертно) доктором наук, його ім'ям називали вулиці та навчальні заклади, на його честь було споруджено монументи в кількох німецьких містах.

## Праці
Основною працею Фрідріха Ліста є написана ним у Парижі книжка «Національна система політичної економії, міжнародної торгівлі, торгова політика й німецький митний союз» (1841), що ввібрала всі ідеї, викладені ним у безлічі памфлетів та статей. Цю книжку спрямовано на захист протекціонізму як обов'язкової умови становлення економічної могутності нації.

## Стадії економічного розвитку

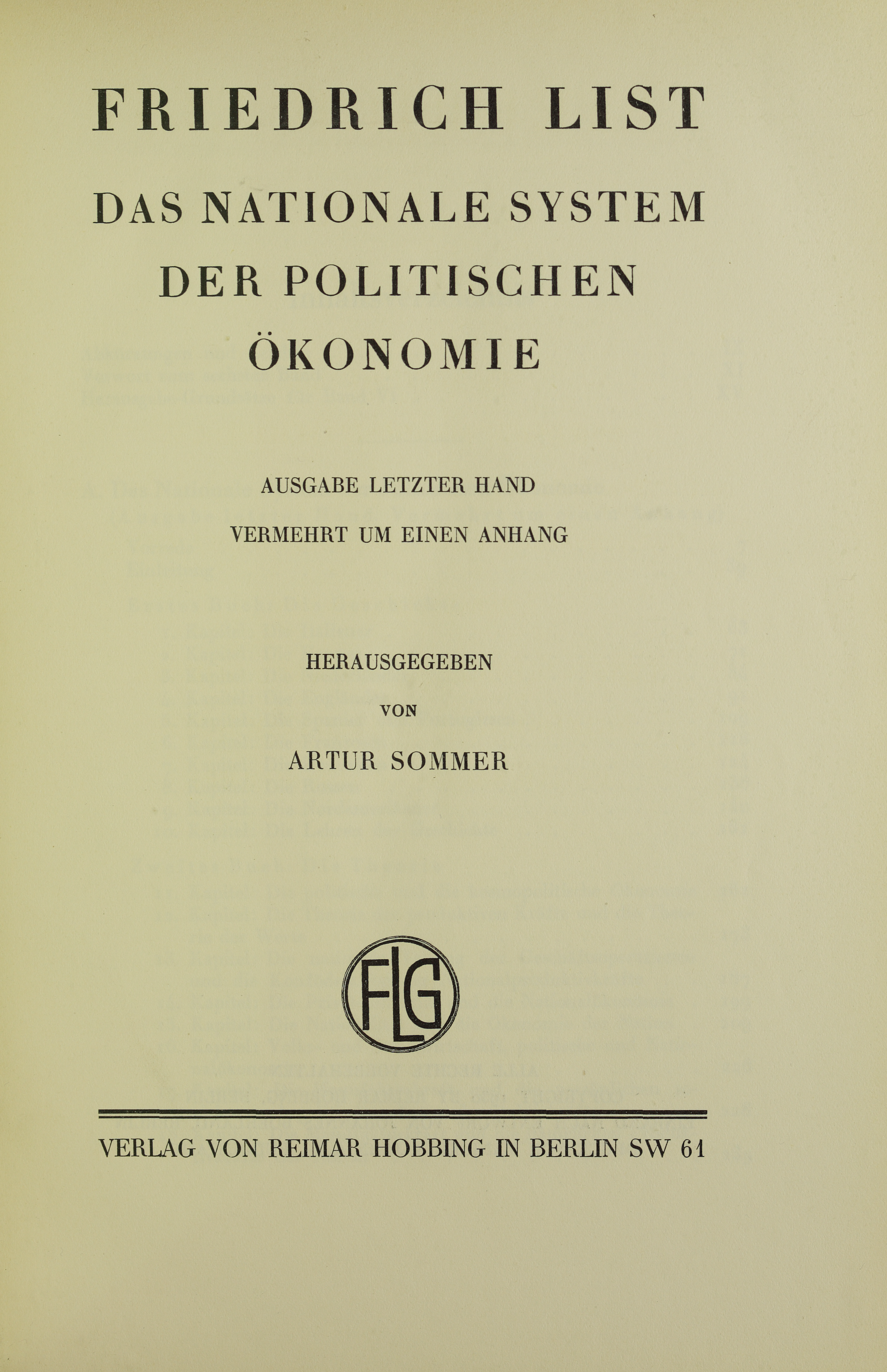
Nationale System der politischen Ökonomie, 1930

П'ятистадійна модель — варіант періодизації розвитку суспільства, яку Фрідріх Ліст висунув на початку XIX століття.
На його думку, нації в процесі свого формування проходять такі п'ять стадій:
- Стадія дикості — (XII—X тис. р. до н. е.) — перехід до осілого способу життя, господарство носить привласнюючий характер — мисливство, збиральництво, рибальство. Організація суспільства характеризується стадно-колективними формами.
- Пастуша стадія — (X—V тис. р. до н. е.) — основним видом діяльності є скотарство, землеробство відіграє допоміжну роль. Організація суспільства — родоплемінна.
- Землеробська стадія — (V тис. р. до н. е. — сер. XIII ст. н. е.) — основним видом діяльності є землеробство. Організація суспільства — сімейно-станово-державна.
- Хліборобсько-мануфактурна стадія — (XIII — сер. XVIII ст.) — пов'язана з розвитком мануфактури. Основні види діяльності — сільське господарство та ремесло. Організація суспільства — станово-державна.
- Хліборобсько-мануфактурно-комерційна стадія — (XVIII — сер.XIX ст.) — основними видами діяльності є землеробство, ремесло, промисловість, торгівля. Організація суспільства — станово-державна.

Деякі автори вважають, що на сьогоднішній день до цього поділу варто було б додати шосту стадію — фінансово-промислову (сер. XIX — кін. XX ст.).